# Claude Magnier
Claude Magnier (20 de enero de 1920 - 21 de junio de 1983) fue un actor, dramaturgo, guionista y director de nacionalidad francesa.

## Biografía
Su nombre completo era Claude-Georges-Ernest-Louis Magnier, y nació en París, Francia, en el seno de una familia de encuadernadores asentada en la orilla izquierda de la ciudad.
Acabados sus estudios secundarios, siguió los cursos de la ESCP Europe antes de dedicarse al teatro. Participó en una gira por América del Sur con la compañía del Théâtre-Français, le llevaron a descubrir su verdadera vocación: autor dramático.
En 1955, su primera comedia, Monsieur Masure, le valió el Gran Premio en el Concurso de arte dramático del casino de Enghien, y lanzó su carrera. La obra se representó en 1956 en la Comédie-Wagram por Claude Larue, Guy Tréjan y Gérard Séty, con escenografía de Claude Barma, siendo llevada en gira con Jean Poiret, Michel Serrault y Claude Larue. Fue traducida y representada por todo el mundo.
Oscar (1958) y Blaise (1959) tenían la misma vena humorística, y le dieron el mismo éxito. Cada una de sus piezas estaba concebida para un intérprete de temperamento excepcional: Guy Tréjan en Monsieur Masure, Pierre Mondy en Oscar, Maria Pacôme en Léon (1963), Robert Lamoureux en Jo (1964) y Dany Saval en Herminie (1970). 
Claude Magnier probó la dirección, adaptando Monsieur Masure en 1961 con el título Réveille-toi chérie, con François Périer, Daniel Gélin y Geneviève Cluny. La pieza fue adaptada a la pantalla en los Estados Unidos en 1968 con el título Where Were You When the Lights Went Out?, siendo interpretada por Doris Day y dirigida por Hy Averback. 
Oscar fue adaptada al cine, siendo dirigida por Édouard Molinaro en 1967 y protagonizada por Louis de Funès (que ya había interpretado el papel más de 600 veces entre 1959 y 1972), consiguiendo en París un total de 642,115 espectadores. Se produjo una versión en los Estados Unidos en 1991: Óscar, de John Landis, con Sylvester Stallone y Ornella Muti. 
Claude Magnier falleció por una dolencia cardiaca en 1983 en París, a los 63 años de edad. Había estado casado con la actriz Claude Larue, con la que tuvo un hijo, Pierre, nacido en 1948. 

## Teatro
Actor
- 1942 : Dieu est innocent, de Lucien Fabre, escenografía de Marcel Herrand, Théâtre des Mathurins

Autor
- 1956 : Monsieur Masure, escenografía de Claude Barma, con Guy Tréjan, Gérard Séty y Claude Larue, Comédie-Wagram
- 1958 : Oscar, escenografía de Jacques Mauclair, con Pierre Mondy y Jean-Paul Belmondo, Théâtre de l'Athénée
- 1959 : Blaise, escenografía de Jacques Mauclair, con François Guérin y Marie-José Nat, Théâtre des Nouveautés
- 1963 : Léon ou la Bonne Formule, escenografía de Jean Le Poulain, con Maria Pacôme y Jacques Higelin, Teatro del Ambigu-Comique
- 1964 : Jo, a partir de The Gazebo, de Alec Coppel, escenografía de Jean-Pierre Grenier, con Robert Lamoureux, Théâtre des Nouveautés
- 1970 : Herminie, escenografía de Michel Vocoret, con Dany Saval y Philippe Lemaire, Théâtre des Nouveautés
- 1973 : Nid d'embrouilles, a partir de Álvaro de Laiglesia y Janos Vaszary, escenografía de François Guérin, con Michèle Sand, Patricia Karim y Claude Magnier, Théâtre des Nouveautés
- 1989 (póst.) : Pâquerette, escenografía de Francis Perrin, con Stéphane Hillel y Maria Pacôme, Théâtre de la Michodière

## Filmografía
Actor
- 1955 :  Les Grandes Manœuvres, de René Clair
- 1958 :  En cas de malheur, de Claude Autant-Lara

Director
- 1960 : Réveille-toi, chérie

Guionista
- 1967 : Oscar, de Édouard Molinaro
- 1971 : Jo, de Jean Girault

## Distinciones
- 1955 : Primer Premio del Concurso de arte dramático del casino de Enghien, dirección de Pierre Ducis y Monique Rolland.